# Веслування на байдарках і каное на Європейських іграх 2023 — каное-одиночки, 200 метрів (чоловіки)
Змагання з веслування на каное-одиночках на дистанції 200 м серед чоловіків на Європейських іграх 2023 відбулися 22 - 23 червня 2023 року. Участь взяли 18 спортсменів з 18 країн.

## Призери
| Золото                   | Срібло                | Бронза               |
| Генрікас Жюстаутас Литва | Заза Надірадзе Грузія | Пабло Гранья Іспанія |

## Розклад
| Заїзд    | Дата      | Час   |
| -------- | --------- | ----- |
| Заїзд 1  | 22 червня | 10:07 |
| Заїзд 2  | 22 червня | 10:14 |
| Півфінал | 22 червня | 17:07 |
| Фінал    | 23 червня | 16:04 |

## Результати

### Заїзди
Перші три човни виходять до фіналу, наступні найкращі дев'ять човнів - потрапляють до півфіналу, інші - завершують змагання. 
| Місце | Доріжка | Каноїст            | Країна    | Час    | Примітки |
| ----- | ------- | ------------------ | --------- | ------ | -------- |
| 1     | 4       | Заза Надірадзе     | Грузія    | 39.266 | F        |
| 2     | 5       | Генрікас Жюстаутас | Литва     | 39.712 | F        |
| 3     | 6       | Йонатан Хайду      | Угорщина  | 39.866 | F        |
| 4     | 9       | Маттія Альфонсі    | Італія    | 39.890 | SF       |
| 5     | 7       | Тарас Міщук        | Україна   | 40.016 | SF       |
| 6     | 8       | Ніко Пікерт        | Німеччина | 40.252 | SF       |
| 7     | 3       | Ільє Спрінчан      | Румунія   | 40.260 | SF       |
| 8     | 1       | Манфред Паллінгер  | Австрія   | 41.584 | SF       |
| 9     | 2       | Ресуль Айдин       | Туреччина | 43.392 | x        |

| Місце | Доріжка | Каноїст            | Країна               | Час    | Примітки |
| ----- | ------- | ------------------ | -------------------- | ------ | -------- |
| 1     | 5       | Пабло Гранья       | Іспанія              | 39.519 | F        |
| 2     | 4       | Олексій Колядич    | Польща               | 39.707 | F        |
| 3     | 2       | Сергій Тарновський | Молдова              | 40.107 | F        |
| 4     | 6       | Петр Фукса         | Чехія                | 40.275 | SF       |
| 5     | 3       | Елдер Сілва        | Португалія           | 40.301 | SF       |
| 6     | 1       | Ансіс Грісанс      | Латвія               | 41.515 | SF       |
| 7     | 8       | Стефанос Дімопулос | Греція               | 41.735 | SF       |
| 8     | 7       | Ясмін Блебич       | Боснія і Герцеговина | 44.880 | x        |
| 9     | 9       | Даріо Максимович   | Люксембург           | 46.178 | x        |

### Півфінал[3]
Перші три човни виходять до фіналу, решта - завершують змагання. 
| Місце | Доріжка | Каноїст            | Країна     | Час    | Примітки |
| ----- | ------- | ------------------ | ---------- | ------ | -------- |
| 1     | 4       | Маттія Альфонсі    | Італія     | 40.928 | F        |
| 2     | 1       | Ільє Спрінчан      | Румунія    | 40.956 | F        |
| 3     | 6       | Елдер Сілва        | Португалія | 40.990 | F        |
| 4     | 3       | Тарас Міщук        | Україна    | 41.140 | x        |
| 5     | 5       | Петр Фукса         | Чехія      | 41.146 | x        |
| 6     | 7       | Ніко Пікерт        | Німеччина  | 41.364 | x        |
| 7     | 8       | Стефанос Дімопулос | Греція     | 42.340 | x        |
| 8     | 2       | Ансіс Грісанс      | Латвія     | 43.084 | x        |
| 9     | 9       | Манфред Паллінгер  | Австрія    | 44.010 | x        |

### Фінал[4]
| Місце | Доріжка | Каноїст            | Країна     | Час    | Примітки |
| ----- | ------- | ------------------ | ---------- | ------ | -------- |
| 1     | 3       | Генрікас Жюстаутас | Литва      | 39.700 |          |
| 2     | 5       | Заза Надірадзе     | Грузія     | 39.796 |          |
| 3     | 4       | Пабло Гранья       | Іспанія    | 39.852 |          |
| 4     | 2       | Сергій Тарновський | Молдова    | 40.254 |          |
| 4     | 6       | Олексій Колядич    | Польща     | 40.254 |          |
| 6     | 7       | Йонатан Хайду      | Угорщина   | 40.594 |          |
| 7     | 8       | Маттія Альфонсі    | Італія     | 40.650 |          |
| 8     | 1       | Ільє Спрінчан      | Румунія    | 41.052 |          |
| 9     | 9       | Елдер Сілва        | Португалія | 41.192 |          |